# 蒲池貞久
蒲池 貞久（かまち さだひさ）は、安土桃山時代の武将。龍造寺氏の家臣。諫早蒲池氏や諫早宇都宮氏の祖。
天正9年（1581年）、父蒲池鎮久が肥前国与賀神社で主家の蒲池鎮漣と共に龍造寺隆信に謀殺され、続いて柳川城が落城したが、貞久は支城の塩塚城近くの農家に預けられていたため死を免れる。
その後元服し、柳川城主となった龍造寺家晴の家臣となる。家晴は、蒲池一族を残らず殲滅しようとした主家の龍造寺隆信とは距離を置き、龍造寺氏にとって大恩ある蒲池鑑盛の孫にあたる貞久を取立てて血筋を残そうとした。また、家晴は龍造寺隆信の探索を逃れるため、貞久の子の兼久に公文姓を名乗らせている。
死後、子の兼久が跡を継いだ。

## 子孫
江戸時代に入り、肥前の実権が龍造寺隆信の子孫から重臣であった鍋島直茂に移る。家晴の子龍造寺直孝が諫早に移り諫早龍造寺家となった時、兼久もそれに従い、その子の蒲池兼忠の時に蒲池に復姓している。また、その子孫は蒲池姓と蒲池氏祖先の筑後宇都宮氏の宇都宮姓に分かれた。